# SUMMER SUN PRINCESS '23
『SUMMER SUN PRINCESS '23』（サマーサンプリンセス・トゥースリー）は、日本の女子プロレス団体東京女子プロレスが大田区総合体育館で行った興行。

## 概要
2022年7月9日の『SUMMER SUN PRINCESS '22』以来、1年ぶりの大田区総合体育館での開催。当日のWRESTLE UNIVERSEでの生中継には、ゲスト解説として松本梨香が出演した。
12月での東京女子プロレス卒業を発表していた坂崎ユカは、本大会でナイラ・ローズとのシングルマッチに臨むことが発表されていた。しかし、首の負傷が発覚したのに伴い本興行も欠場となり、渡辺未詩が坂崎の代打として相手をつとめることになった。
大会は、シングル王座戦4試合を含む全10試合が行われた。DEFY女子王座戦ではバートビクセンが乃蒼ヒカリを下し、EVE王座戦では山下実優が長身のソーヤー・レックにスカルキックを命中させ、それぞれ王座を防衛。セミファイナルとして行われたインターナショナル・プリンセス王座戦では、辰巳リカが愛野ユキのパワフルな攻めを耐え凌いで王座を守った。メインイベントのプリンセス・オブ・プリンセス王座戦は、瑞希が伊藤麻希の腰攻めを耐え切り、キューティースペシャルを決めて王座防衛。4試合組まれたタイトルマッチはすべて王者の防衛に終わった。

## 試合
| オープニングマッチ 20分一本勝負 タッグマッチ                         |                                               |                                      |
| 鈴芽 〇遠藤有栖 （でいじーもんきー）                                 | 11分43秒 キャメルクラッチ                     | 宮本もか 長野じゅりあ●               |
| 第二試合 20分一本勝負 8人タッグマッチ                                |                                               |                                      |
| 桐生真弥 猫はるな 〇HIMAWARI 鈴木志乃                                | 11分7秒 逆片エビ固め                          | 鳥喰かや 凍雅 風城ハル● 大久保琉那   |
| 第三試合 20分一本勝負 タッグマッチ                                   |                                               |                                      |
| 水波綾 〇角田奈穂                                                    | 10分11秒 紫電改→片エビ固め                    | 上福ゆき● 朱崇花                     |
| 第四試合 30分一本勝負 DEFY女子選手権試合                             |                                               |                                      |
| 〇バートビクセン （初代王者）                                        | 9分42秒 垂直落下式ブレーンバスター→片エビ固め | 乃蒼ヒカリ● （挑戦者）               |
| 初代王者が6度目の防衛に成功。                                        |                                               |                                      |
| 第五試合 20分一本勝負 3WAYタッグマッチ                               |                                               |                                      |
| 〇中島翔子 ハイパーミサヲ （享楽共鳴）                               | 9分32秒 ダイビング・セントーン→エビ固め       | マックス・ジ・インペイラー 原宿ぽむ● |
| もう1組はアジャコング&らく。                                         |                                               |                                      |
| 第六試合 20分一本勝負 スペシャルシングルマッチ                       |                                               |                                      |
| 〇ナイラ・ローズ                                                     | 8分1秒 ビーストボム→エビ固め                  | 渡辺未詩●                            |
| 第七試合 30分一本勝負 プロレスリングEVE選手権試合                    |                                               |                                      |
| 〇山下実優 （第20代王者）                                            | 11分51秒 Skull kick→体固め                    | ソーヤー・レック● （挑戦者）         |
| 第20代王者が7度目の防衛に成功。                                      |                                               |                                      |
| 第八試合 20分一本勝負 タッグマッチ                                   |                                               |                                      |
| 〇沙希様 メイ・サン＝ミッシェル                                      | 12分24秒 アカデミー賞→片エビ固め              | 荒井優希 上原わかな●                 |
| セミファイナル 30分一本勝負 インターナショナル・プリンセス選手権試合 |                                               |                                      |
| 〇辰巳リカ （第10代王者）                                            | 15分11秒 ミサイルヒップ→片エビ固め            | 愛野ユキ● （挑戦者）                 |
| 第10代王者が4度目の防衛に成功。                                      |                                               |                                      |
| メインイベント 30分一本勝負 プリンセス・オブ・プリンセス選手権試合   |                                               |                                      |
| 〇瑞希 （第12代王者）                                                | 24分29秒 キューティースペシャル               | 伊藤麻希● （挑戦者）                 |
| 第12代王者が3度目の防衛に成功。                                      |                                               |                                      |